# عقب‌نشینی ۱۸۴۲ از کابل
عقب‌نشینی ۱۸۴۲ انگلیسی ها از کابل (یا کشتار ارتش الفینستون) در طول جنگ اول افغان و انگلیس صورت گرفت. در آغاز درگیری، نیروهای بریتانیایی و کمپانی هند شرقی نیروهای امیر افغان دوست‌محمدخان را شکست داده و در سال ۱۸۳۹ کابل را اشغال کردند و شاه شجاع درانی، فرمانروای سابق را به عنوان امیر بازگرداندند. با این حال وخامت اوضاع موقعیت آنها را بیش از پیش متزلزل کرد، تا اینکه قیامی در کابل فرمانده وقت، سرلشکر سر ویلیام الفینستون را مجبور کرد پادگان را عقب بکشد. 
بدین منظور او با وزیر اکبرخان، یکی از پسران دوست محمد بارکزی، توافق کرد و بر اساس آن ارتشش به پادگان بریتانیا در جلال‌آباد، بیش از ۹۰ مایل (۱۴۰ کیلومتر) دورتر عقب نشست. با شروع حرکت ارتش و وابستگان متعدد و غیرنظامی آن، آنان مورد حمله افراد قبایلی افغان قرار گرفتند. بسیاری از ستون‌ها در اثر قرار گرفتن در معرض سرمازدگی یا گرسنگی جان باختند یا در طول جنگ کشته شدند. 
افغانها حملات متعددی را علیه این ستون که به کندی در برف‌های زمستانی هندوکش جلو می‌رفت آغاز کردند. در مجموع ارتش بریتانیا ۴۵۰۰ سرباز و ۱۲۰۰۰ غیرنظامی از دست داد: غیرنظامیان شامل خانواده سربازان هندی و انگلیسی، به علاوه کارگران، خدمتکاران و دیگر غیرنظامیان هندی بودند. آخرین توقف درست در بیرون از روستایی به نام گندمک در ۱۳ ژانویه انجام شد.
از میان بیش از ۱۶۰۰۰ نفر در ستون تحت فرماندهی الفینستون، تنها یک اروپایی (دستیار جراح ویلیام برایدن) و چند سپاه هندی به جلال‌آباد رسیدند. بعداً بیش از صد زندانی انگلیسی و گروگان غیرنظامی آزاد شدند.  حدود ۲۰۰۰ هندی، که بسیاری از آنها در اثر سرمازدگی دچار معلولیت شده بودند، زنده ماندند و با گدایی یا به بردگی فروخته شدن کابل بازگشتند و جان به در بردند. برخی از آنها حداقل پس از حمله چند ماه بعد بریتانیا به کابل به هند بازگشتند، اما برخی دیگر در افغانستان باقی ماندند. 
در سال ۲۰۱۳، نویسنده ای در اکونومیست این عقب‌نشینی را «بدترین فاجعه نظامی بریتانیا پیش از سقوط سنگاپور دقیقاً یک قرن بعد» نامید.

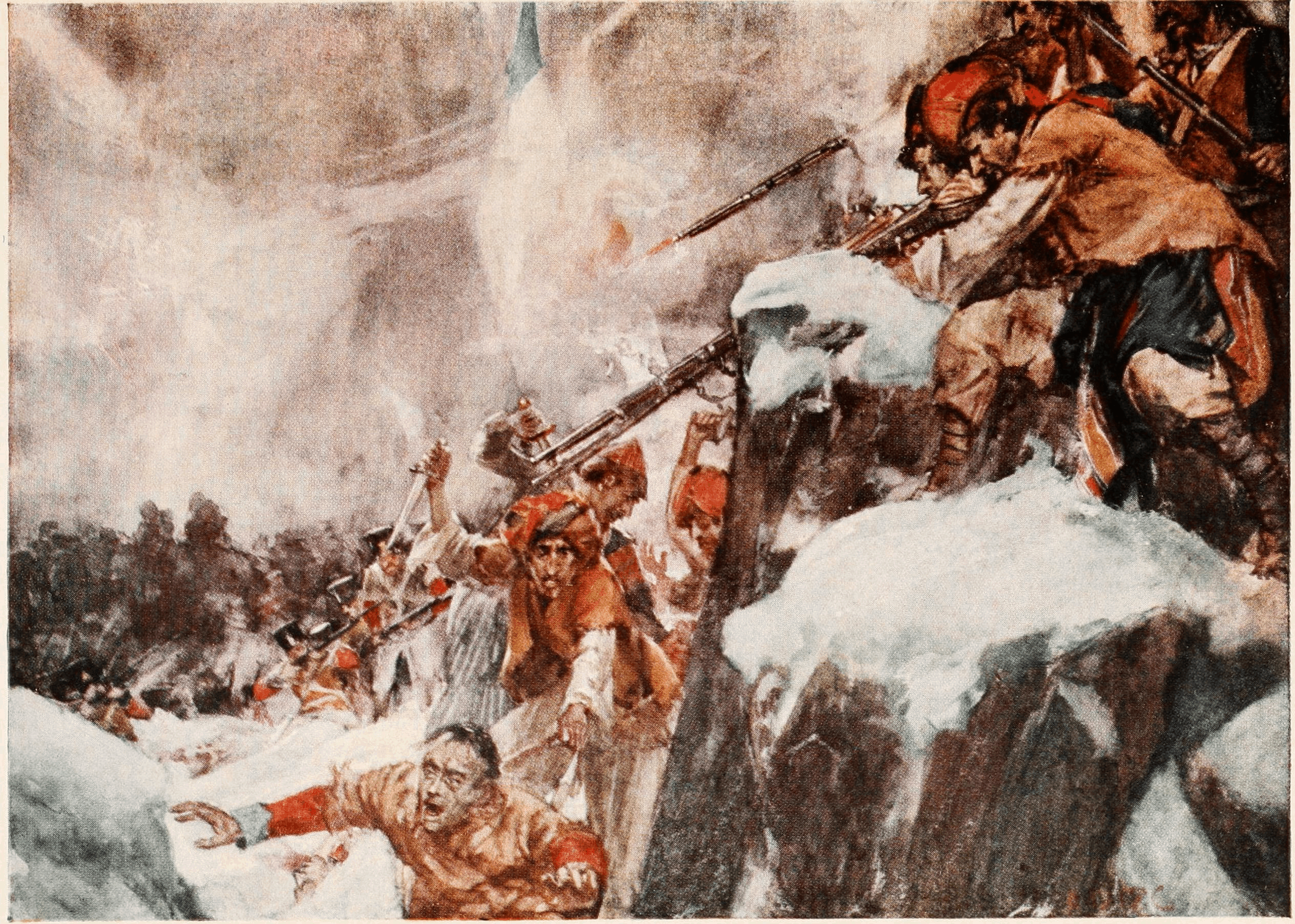
تصویری از آرتور دیوید مک کورمیک در سال ۱۹۰۹ که نیروهای انگلیسی را در حال تلاش برای جنگ و پیشروی در گردنه نشان می‌دهد.

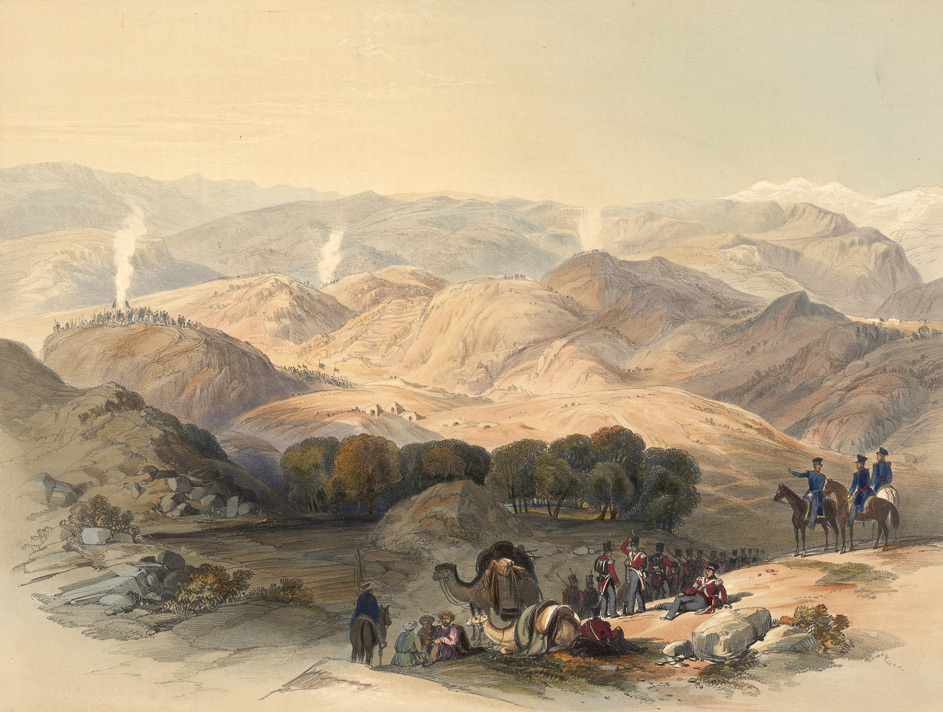
بیشه و دره جوگدولوک که ارتش الفینستون آخرین ایستادگی خود را در عقب‌نشینی فاجعه بار انجام داد. ژانویه ۱۸۴۲. همان‌طور که توسط جیمز رتری در نقطه ترسیم شده‌است.

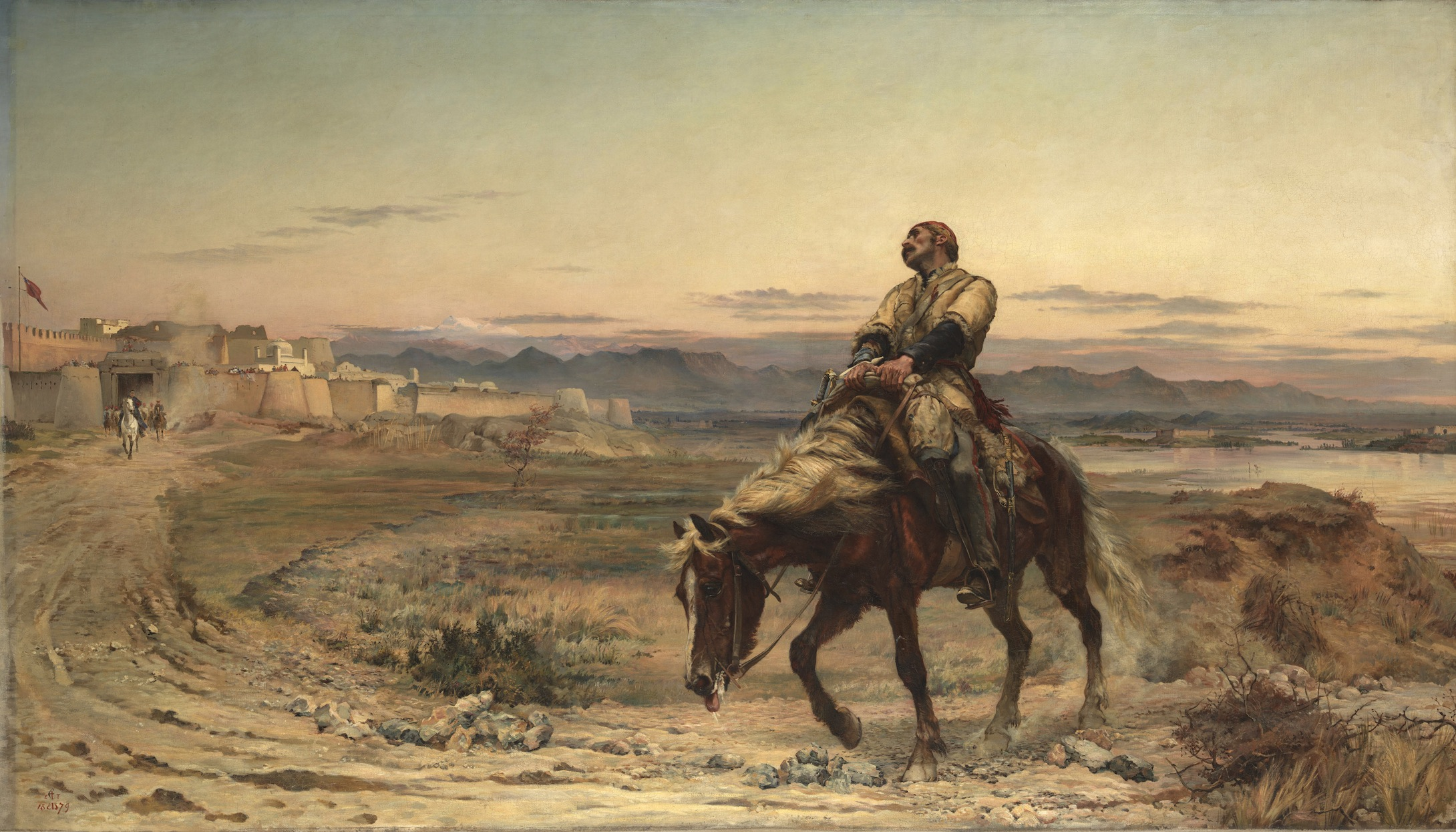
بقایای ارتش توسط الیزابت باتلر که ورود جراح ویلیام بریدون به جلال‌آباد را در ۱۳ ژانویه ۱۸۴۲ به تصویر می‌کشد.

## یادداشت
1. ↑  First Afghan War - Battle of Kabul and Retreat to Gandamak
2. 1 2  Dalrymple 2013, p. 355.
3. ↑  Wilkinson-Latham, Robert (1977). North-West Frontier 1837-1947. pp. 10–11. ISBN 0-85045-275-9.
4. 1 2  Colley 2010.
5. ↑  William Dalrymple (May 8, 2010). "The Ghosts of Gandamak". The New York Times. Retrieved 2010-05-09.
6. 1 2  Dalrymple 2013.
7. ↑  "The first Anglo-Afghan war: Lessons unlearned". The Economist. 26 January 2013. Retrieved 20 February 2013.